# Igreja Autocéfala
Igreja Autocéfala (do grego: αυτός  - sozinha e κεφαλή  - cabeça), no Cristianismo ortodoxo é uma designação usada para denotar uma Igreja independente ou administrativamente independente de outras Igrejas Ortodoxas.
Hoje, os ortodoxos no mundo são mais de 185.000.000 unidos em várias Igrejas.[carece de fontes?] As primeiras Igrejas autocéfalas surgiram no processo de separação das Igrejas locais individuais, lideradas por Patriarcas e Metropolitas em Bizâncio. Hoje existem dezesseis Igrejas autocéfalas, assim dispostas:
| Nome                                           | Número de crentes | Linguagem litúrgica   | Sede primaz                                   |
| ---------------------------------------------- | ----------------- | --------------------- | --------------------------------------------- |
| Patriarcado de Constantinopla                  | 3.500.000         | grego, turco          | Istambul, Turquia                             |
| Patriarcado de Alexandria                      | 1.200.000         | grego, árabe          | Alexandria, Egito                             |
| Patriarcado de Antioquia                       | 1.370.000         | árabe, grego, turco   | Damasco, Síria                                |
| Patriarcado de Jerusalém                       | 50.000            | grego, árabe          | Jerusalém, Israel                             |
| Patriarcado da Geórgia                         | 5.000.000         | georgiano             | Tbilisi, Geórgia                              |
| Patriarcado da Bulgária                        | 8.000.000         | búlgaro, eslavônico   | Sofia, Bulgária                               |
| Patriarcado da Sérvia                          | 8.000.000         | sérvio, eslavônico    | Belgrado, Sérvia                              |
| Patriarcado de Moscou e Toda a Rússia          | 100.000.000       | eslavônico            | Moscou, Rússia                                |
| Patriarcado da Romênia                         | 16.000.000        | romena                | Bucareste, Romênia                            |
| Igreja do Chipre                               | 420.000           | grego                 | Nicósia, Chipre                               |
| Igreja da Grécia                               | 10.000.000        | grego                 | Atenas, Grécia                                |
| Igreja Ortodoxa Albanesa                       | 160.000           | albanês               | Tirana, Albânia                               |
| Igreja Ortodoxa Polonesa                       | 500.000           | eslavônico            | Varsóvia, Polônia                             |
| Igreja Ortodoxa das Terras Checas e Eslováquia | 150.000           | eslavônico            | Praga, República Checa e Presovia, Eslováquia |
| Igreja Ortodoxa na América                     | 1.000.000         | inglês, eslavônico    | Nova Iorque, EUA                              |
| Igreja Ortodoxa da Ucrânia                     | ?                 | ucraniano             | Quieve, Ucrânia                               |
| Igreja Ortodoxa Macedônia                      | 2.000.000         | macedônio, eslavônico | Escópia e Ocrida, Macedônia do Norte          |

- Nota: A autocefalia da Igreja Ortodoxa na América é reconhecida apenas pelo Patriarcado de Moscou e Toda a Rússia, Patriarcado da Bulgária, Patriarcado da Geórgia, Igreja Ortodoxa Polonesa e Igreja Ortodoxa Checa e Eslovaca.
- Nota: A autocefalia da Igreja Ortodoxa da Ucrânia é reconhecida apenas pelo Patriarcado de Constantinopla, Patriarcado de Alexandria, Igreja da Grécia e Igreja do Chipre.
- Nota: A autocefalia da Igreja Ortodoxa da Macedônia do Norte foi reconhecida pelo Patriarcado da Sérvia em 24 de maio de 2022.[3]

## Igreja Autocéfalas não reconhecidas
Existem também várias Igrejas ortodoxas autoproclamadas que aderem ao cânone ortodoxo, mas não são reconhecidas pelas Igrejas Ortodoxas canônicas, principalmente por razões políticas:
| Nome                                            | Número de crentes | Linguagem litúrgica   | Sede primaz         | Nota                                                                                 |
| ----------------------------------------------- | ----------------- | --------------------- | ------------------- | ------------------------------------------------------------------------------------ |
| Igreja Ortodoxa Autocéfala Ucraniana            | 42.000.000        | ucraniano             | Quieve, Ucrânia     | fundada em 1993; extinta em 2018 (Conselho de Unificação)                            |
| Igreja Ortodoxa Ucraniana Patriarcado de Quieve | 14.000.000        | ucraniano, eslavônico | Quieve, Ucrânia     | fundada em 1989 - 1992; extinta em 2018 (Conselho de Unificação); restaurada em 2019 |
| Igreja Ortodoxa Montenegrina                    | 50.000            | eslavônico, sérvio    | Cetinje, Montenegro | fundado em 1997, com a ajuda do Sínodo Alternativo búlgaro                           |
| Igreja Ortodoxa Bielorrussa                     | ?                 | eslavônico            | Nova Iorque, EUA    | fundada em 1922                                                                      |
| Igreja Ortodoxa Italiana                        | ?                 | italiano              | Ravena, Itália      | fundado em 1991, com a ajuda da Antiga Igreja Grega e do Sínodo Alternativo búlgaro  |
| Igreja Ortodoxa Turca                           | 500               | turco, grego          | Istambul, Turquia   | fundada em 1924                                                                      |
| Verdadeira Igreja Ortodoxa Russa                | ?                 | eslavônico            | Moscou, Rússia      | fundada em 1927                                                                      |